# Уокер, Эндрю Кевин
Эндрю Кевин Уокер (англ. Andrew Kevin Walker; род. 14 августа 1964 года) — американский сценарист, наиболее известный работой над фильмом «Семь», за которую он был номинирован на премию BAFTA в категории «лучший оригинальный сценарий». Также автор сценариев нескольких других фильмов, в том числе «8 миллиметров» (1999), «Сонная лощина» (1999); кроме того, во многих фильмах участвовал в переработке сценариев, но не был указан в титрах.

## Ранняя жизнь
Эндрю Кевин Уокер родился в Алтуне, Пенсильвании, потом в том же штате переехал с родителями в город Меканиксбург, где и вырос. После окончания школы Уокер поступил в Университет штата Пенсильвания, мечтая о карьере в кинопроизводстве. Он окончил университет в 1986 году бакалавром искусств кино и телевидения.

## Кинокарьера
Вскоре после окончания образования, он переехал в Нью-Йорк и начал работать ассистентом продюсера в малобюджетной кинокомпании «Brisun Entertainment». В течение этого времени он работал над несколькими проектами, но не смог добиться большого успеха до 1991 года, когда он закончил работу над сценарием «Семь». Уокер решил переехать в Лос-Анджелес, чтобы продать свой сценарий. Там он лично связался со сценаристом Дэвидом Кеппом, который показал сценарий продюсерам компании New Line Cinema, который закончил тем, что приобрёл права него. Однако, потребовалось почти три года, чтобы начать производства фильма. Пока проект продолжался, Уокер ушёл на другую работу, в качестве сценариста, включая непродолжительную работу в телесериале канала HBO «Байки из склепа», а также написал сценарии к двум другим фильмам, «Сканирование мозга» (1994) и адаптацию романа «Убежище» (1995).
«Семь» пошёл в производство с Дэвидом Финчером в качестве режиссёра и с Морганом Фрименом, Брэдом Питтом и Кевином Спейси в главных ролях. В какой-то момент в процессе производства, студия предложила ряд изменений — что позже будет происходить на протяжении всей карьеры Уокера — считая сценарий слишком тёмным для своей целевой аудитории, но Финчер и Фримен поддержали оригинальный сценарий Уокера, и он в конечном итоге пошёл без изменений. Фильм был встречен похвалой критиков и огромным кассовым успехом, заработав 327 311 859 по всему миру. Это позволило Уокеру сделать себе имя в Голливуде.
Тем не менее, фильмы по сценариям Уокера не снимались ещё четыре года, хотя в течение этого периода он предлагал свои сценарии фильмов «Игра» и «Сквозь горизонт», но они приняты не были. Наконец, в 1999 году сценарий Уокера «8 миллиметров» был продан, как сообщалось, за 1,25 миллиона $. И вновь кинокомпания сочла сценарий слишком мрачным, и студия попросила Уокера внести изменения. С Джоэлом Шумахером, в качестве режиссёра, Уокер чувствовал, что переделывать сценарий больше не придется. Но как выяснилось, Шумахер поддержал студию и внес свои изменения, что привело к разрыву отношений сценариста и режиссёра. Уокер ушёл из проекта и отказался даже посмотреть фильм, вызвавший неприятие и у многих критиков.
В том же 1999 году Уокер, хотя и неуказанный в титрах, участвовал в создании сценариев к хитам «Отзвуки эха» и «Бойцовский клуб», которые считаются культовыми фильмами. Уокеровская адаптация новеллы Вашингтона Ирвинга «Легенда о Сонной лощине» также попала в производство под названием «Сонная лощина», снятая Тимом Бёртоном. В то время как Бёртон восхищался оригинальным сценарием Уокера, он пригласил драматурга и оскароносного сценариста Тома Стоппарда, чтобы скорректировать сценарий и снизить в нём уровень насилия. Фильм, с Джонни Деппом в главной роли, является примером кассового успеха и успеха среди критиков.
С середины 1990-х Уокер написал несколько сценариев, которые так и не были запущены в производство, такой сценарий для кино как про супергероя Серебряного Серфера, версия «Людей Икс» (2000; его сценарий был написан в 1994 году), и фильм с рабочим названием «Бэтмен против Супермена». Последний фильм был объявлен в производство, но Warner Bros. решила перезапустить франшизу по отдельности, так что сценарий Уокера был отложен. После объявления и последующего успеха «Бэтмена: Начало» и «Возвращения Супермена», фильм, казалось, откладывали постоянно, хотя Вольфганг Петерсен, который должен был снять этот фильм, продолжает выражать заинтересованность к проекту.

### Другие проекты
Уокер также написал сценарии к двум короткометражкам для серии фильмов про BMW «BMW напрокат», с Клайвом Оуэном в главной роли: «Засада», реж. Джон Франкенхаймер; и «Слежка», реж. Вонг Карвай.
В содружестве с Дэвидом Селфом и Полом Аттанасио написал сценарий к фильму «Человек-волк», ремейку классического фильма Universal Studios. Ремейк, снятый режиссёром Джо Джонстоном и с Бенисио Дель Торо в главной роли, вышел в прокат в 2010 году.

## Появления в фильмах
Уокер известен небольшими камео в фильмах, в которых он работает сценаристом. В «Комнате страха» он появляется в роли спящего соседа; в «Бойцовском клубе» трёх детективов называют, соответственно, Эндрю, Кевин и Уокер; и в фильме «Семь» он труп в самом начале фильма. В эпизоде «Мой мазерати делает 185» сериала канала HBO «Красавцы», говорят, что Эндрю Кевин Уокер написал сценарий к фильму про Аквамена.